# Lungern-Schönbüel
Lungern-Schönbüel ist eine Bergregion und ganzjähriges Ausflugsziel auf 2011 m ü. M. in der Gemeinde Lungern im Kanton Obwalden.

## Situation

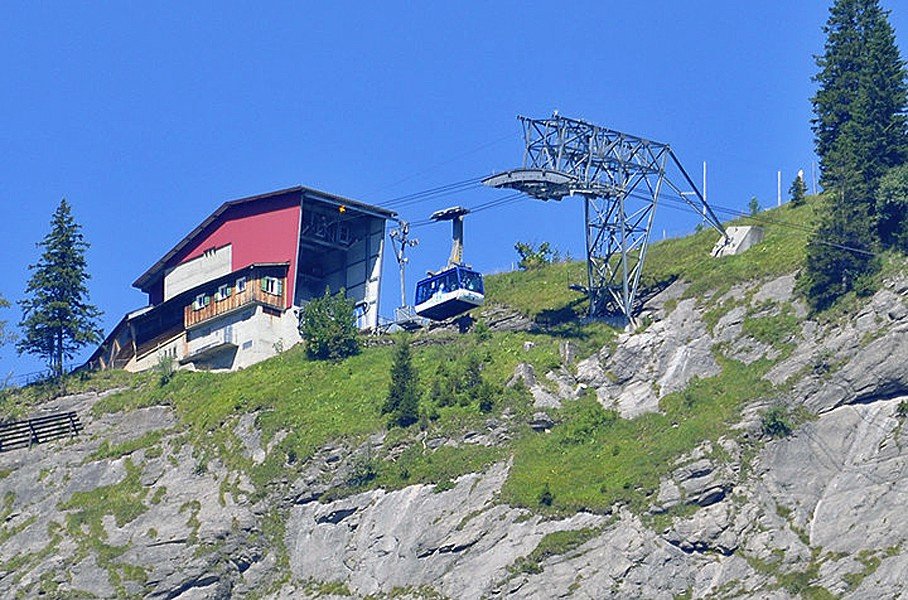
Bergstation Turren der Luftseilbahn

Lungern Schönbüel liegt oberhalb der Gemeinde Lungern, unterhalb des Höch Gumme (2205 m ü. M.). Vom Lungerer Ortsteil Obsee (703 m ü. M.) führt die Luftseilbahn Lungern-Turren-Bahn mit einer Grossraumkabine für 41 Personen bis Turren auf 1562 m ü. M. Von dort führt ein Weg vorbei an der Alp Breitenfeld (1764 m ü. M.) bis Schönbüel auf 2011 m ü. M. Das Berggebiet bietet eine gute Aussicht ins Obwaldner Tal sowie auch nach Süden ins Berner Oberland auf Eiger,  Mönch und Jungfrau.
Im Sommer gibt es viele Wandermöglichkeiten, insbesondere ist Lungern Schönbüel der Start- bzw. Endpunkt des Höhenwanderwegs zum bzw. vom Brienzer Rothorn. Es werden Rundreisen inklusive der Fahrt mit der Brienzer Rothornbahn und der Zentralbahn von Brienz über den Brünig nach Lungern angeboten.

## Geschichte
Die erste Seilbahn von Lungern Obsee bis Turren wurde 1960 gebaut. Es handelte sich um eine Anlage nach dem System Bell/Wallmannsberger. Ende der 1990er-Jahre wurde die Bahn erneuert. Die Auslastung war jedoch zu gering und so ging der Bahnbetrieb in Konkurs, obwohl die Gemeinde Lungern mehrfach Geld in die Bahnen investiert hatte. 2001 kaufte Paul Niederberger, früherer Geschäftsführer der Beckenried-Klewenalp-Bahn, aus der Liquidationsmasse die Kabinenbahn, die Berggasthäuser und die Skilifte und führte den Namen «Panoramawelt Lungern-Schönbüel» ein. Auf Schönbüel betrieb die Panoramawelt Lungern Schönbüel zu dieser Zeit ein Berggasthaus mit einem singenden Kuhstall und das Turrenbeizli mit Adlerhorstbar. Zur Übernachtung standen die zwei Berggasthäuser auf Lungern-Schönbüel sowie Ferienwohnungen und ein Lagerhaus bei Turren zur Verfügung. 
Im Jahr 2007 musste auch die Panoramawelt Konkurs anmelden. Mittels einer Nachlassstundung konnte der Betrieb weitergeführt werden. Ende Januar 2012 knickte ein Mast der Sesselbahn Turren-Schönbüel ein. Es wurde zunächst angenommen, dass der Druck grosser Schneemassen und ein zu warmer Boden die Ursache für den Schaden waren. Bei den Ermittlungen stellte sich jedoch heraus, dass das Fundament des Mastes nicht sachgerecht gebaut worden war. Die Sesselbahn konnte trotz des fehlenden Mastes mit einem Viertel der einstigen Kapazität weiter betrieben werden.
Zum Start der Wintersaison am 22. Dezember 2012 stellte die Panoramawelt den Skibetrieb ein. Es wurde der Abbau der Skilifte Schönbüel–Höch Gumme und Schönbüel–Arnifirst beschlossen. Im März 2013 verfügte das Bundesamt für Verkehr (BAV) eine Stilllegung der Bahnen, da das Unternehmen wiederholt gegen die gesetzliche Sorgfaltspflicht und Vorgaben der Betriebsbewilligung verstossen hatte. Im Mai 2013 wurde bekannt, dass die Bergbahnen nicht mehr weiter betrieben werden. Die Bahnen standen danach zum Verkauf und gingen im Juli 2015, kurz vor der endgültigen Stilllegung, an die neugegründete Lungern-Turren-Bahn AG des Obwaldner Unternehmers Theo Breisacher, der die Bahn modernisierte und zum Mai 2016 wieder eröffnete. Gleichzeitig wurde ein neues Gebäude an der Talstation mit Verwaltungsräumen und Wohnungen gebaut. Die 4er-Sesselbahn von Turren nach Schönbüel und die Skilifte auf Schönbüel wurden abgebaut. Anfang Mai 2016 nahm die Luftseilbahn Lungern-Turren-Bahn den Betrieb auf.